# Sinanapis crassitarsa
Sinanapis crassitarsa är en spindelart som beskrevs av Jörg Wunderlich och Song 1995. Sinanapis crassitarsa ingår i släktet Sinanapis och familjen Anapidae. Inga underarter finns listade i Catalogue of Life.